# Siohda
Siohda (biał. Сёгда, Siohda; ros. Сёгда, Siogda) – wieś na Białorusi, w obwodzie grodzieńskim, w rejonie korelickim, w sielsowiecie Rajca, nad Newdą.

## Historia
Pod zaborami i w II Rzeczypospolitej wieś i folwark. W XIX i w początkach XX w. położona była w Rosji, w guberni mińskiej, w powiecie nowogródzkim, w gminie Rajce.
W dwudziestoleciu międzywojennym leżała w Polsce, w województwie nowogródzkim, w powiecie nowogródzkim, w gminie Rajce. W 1921 wieś liczyła 185 mieszkańców, zamieszkałych w 27 budynkach, w tym 179 Białorusinów i 6 Polaków. 179 mieszkańców było wyznania prawosławnego i 6 rzymskokatolickiego. Folwark liczył zaś 56 mieszkańców, zamieszkałych w 7 budynkach, w tym 45 Białorusinów i 11 Polaków. 41 mieszkańców było wyznania prawosławnego i 15 rzymskokatolickiego.
Po II wojnie światowej w granicach Związku Sowieckiego. Od 1991 w niepodległej Białorusi.